# Борисов, Сергей Георгиевич
Сергей Георгиевич Борисов (10 июня 1958 — 15 января 2021) — лётчик-испытатель ОКБ имени А. Н. Туполева.

## Биография
Родился 10 июня 1958 года в станице Родниковская Курганинского района Краснодарского края. С 1968 года жил в городе Ростов-на-Дону.
В армии с 1975 года. В 1979 году окончил Качинское высшее военное авиационное училище лётчиков. Служил в строевых частях ВВС. С 1986 года в запасе.
С 1987 года на лётно-испытательной работе в ОКБ имени А. Н. Туполева. За мужество и героизм, проявленные при испытании новой авиационной техники, лётчику-испытателю Борисову Сергею Георгиевичу Указом Президента РФ от 28 апреля 2000 года присвоено звание Героя Российской Федерации с вручением медали «Золотая Звезда».
Жил в городе Жуковском Московской области. Умер 15 января 2021 года.
Сын — Константин Сергеевич Борисов (род. 14 августа 1984) — российский космонавт-испытатель.